# 報道ライブ インサイドOUT
『報道ライブ インサイドOUT』（ほうどうライブ インサイドアウト）は、2018年4月2日から日本BS放送（BS11）で生放送している報道番組。
ここでは前身番組「報道ライブ21 INsideOUT」（2014年4月1日 - 2016年3月31日）、「報道ライブMOVE UP22」（2016年4月4日 - 2016年4月21日）、「報道ライブ INsideOUT」（2016年4月25日 - 2018年3月29日）および2018年12月までの各金曜版についても記述する。

## 概要

### 報道ライブ21
報道ライブ21 INsideOUT
2007年12月3日から2014年3月31日まで平日21時台に放送されていた『本格報道 INsideOUT』の後継番組として、2014年4月1日に放送を開始した。『本格報道 INsideOUT』のメインキャスターは日替りだったが、当番組では月曜日から木曜日まで元フジテレビアナウンサーの露木茂がレギュラーキャスターを担当している。レギュラーアシスタントには元テレビ山梨アナウンサーの黒塚まやを据え、政治家やジャーナリストらをゲストに迎えたトークコーナーに番組の半分以上の時間を割いていた。
報道ライブ21 財部誠一の経済深々
金曜日は上記タイトルでの放送。2015年2月に財部降板後、一時的に「経済深々」に改題、同年4月に『報道ライブ21 現代ビジネス講座・世界を知る力』にリニューアル、スタジオは週末放送の『ウィークリーニュースONZE』と共用となっていた。

### 報道ライブ INsideOUT
報道ライブ INsideOUT（第1シリーズ）
「報道ライブ21 INsideOUT」は終了の告知がないまま2016年3月31日をもって放送終了となったが、放送時間を22時台に移して4月4日から4月22日まで放送された後継番組「報道ライブMOVE UP22」を改題する形で4月25日から再開した。
報道ライブ INsideOUT（第2シリーズ）
2016年7月4日から放送時間を『報道ライブ21 INsideOUT』以来3か月ぶりとなる21時台の放送に戻る。

### 報道ライブ インサイドOUT
2018年4月2日からは「報道ライブ インサイドOUT」に改題し、放送時間を5分拡大。（タイトルCGなどは流用）『寺島実郎の「未来先見塾」～週刊寺島文庫～』終了に伴い2019年1月より金曜日に放送枠を拡大。

### 速報ニュース インサイドOUT
2021年2月1日から開始。キャスターは上野愛奈。スポットニュース枠が事実上復活する形となった。

## 出演者
報道ライブ インサイドOUT
- 月曜-木曜版
  - 岩田公雄（ジャーナリスト、元読売テレビ特別解説委員）
  - 上野愛奈
- 金曜版
  - 加谷珪一（第1・第3金曜キャスター）
  - 太田昌克（第2・第4金曜キャスター）
  - 田村あゆち（金曜サブキャスター、2020年8月21日 - ）
  - 鈴木哲夫（第5金曜日）
  - 中江有里（第5金曜日）
  - プチ鹿島（第5金曜日）

速報ニュース インサイドOUT
- 上野愛奈（月曜-木曜版サブキャスターも兼務）

### 過去の出演者
報道ライブ21 INsideOUT（第1シリーズ）
いずれもキャスト・プラス所属
- 露木茂（元フジテレビアナウンサー）
- 黒塚まや（元テレビ山梨アナウンサー）

報道ライブ MOVE UP22→報道ライブ INsideOUT（第2シリーズ）
- 別所哲也
- 八塩圭子（月曜～火曜・元テレビ東京アナウンサー）
- 中島静佳（水曜～木曜・元札幌テレビアナウンサー）

寺島実郎の「未来先見塾」～時代認識の副読本～
- 寺島実郎
- 中西真貴（元鹿児島テレビアナウンサー）

報道ライブ インサイドOUT
- 月曜-木曜版
  - 川口満里奈（2018年4月2日 - 2021年9月30日）
- 金曜版
  - 八木菜緒（BS11アナウンサー・元文化放送アナウンサー、2020年8月21日から出産準備の為、産休に入る。）
  - 内田裕子（最終金曜担当）
  - 二木啓孝（BS11解説委員、第2・第4金曜キャスター）
  - 岸田雪子（元日本テレビ記者、第1・第3金曜キャスター、2021年12月3日 - 2024年9月20日）

## 内容・構成
報道ライブ21 INsideOUT（第1シリーズ）
- オープニング：タイトルアニメを経て、挨拶で番組がスタートし、当日のゲストを紹介する。
- トーク：改めて当日のゲストを紹介し、番組終了までの時間をゲストとのトークに割く。ゲストには政治家、学者、ジャーナリストらが招かれる場合が多い。
- ニュース＆天気：黒塚が5分程度のニュースと天気を伝える。このコーナーから黒塚の単独進行となり、露木やゲストらの登場はない。
- エンディング：ニュース映像をバックに、次回の放送内容が予告される。

報道ライブ インサイドOUT
- 月曜 - 木曜版
- 金曜版
  - 2018年4月から12月までは、出演者はそのままに、タイトルの一部変更と内容をリニューアルしたものだった。2019年1月からは「1週間の振り返り」と題し、月曜から木曜までの内容を振り返る形式に変更され、同時にタイトルが月曜 - 木曜版と統一される。

このような構成は、裏番組であるBSフジの『BSフジLIVE プライムニュース』と共通している。

## テーマソング
- 報道ライブ21 INsideOUT（第1シリーズ）
  - OP：元気ロケッツ「Heavenly Star」
  - ED：元気ロケッツ「Never Ever」